# Fersman (cràter)

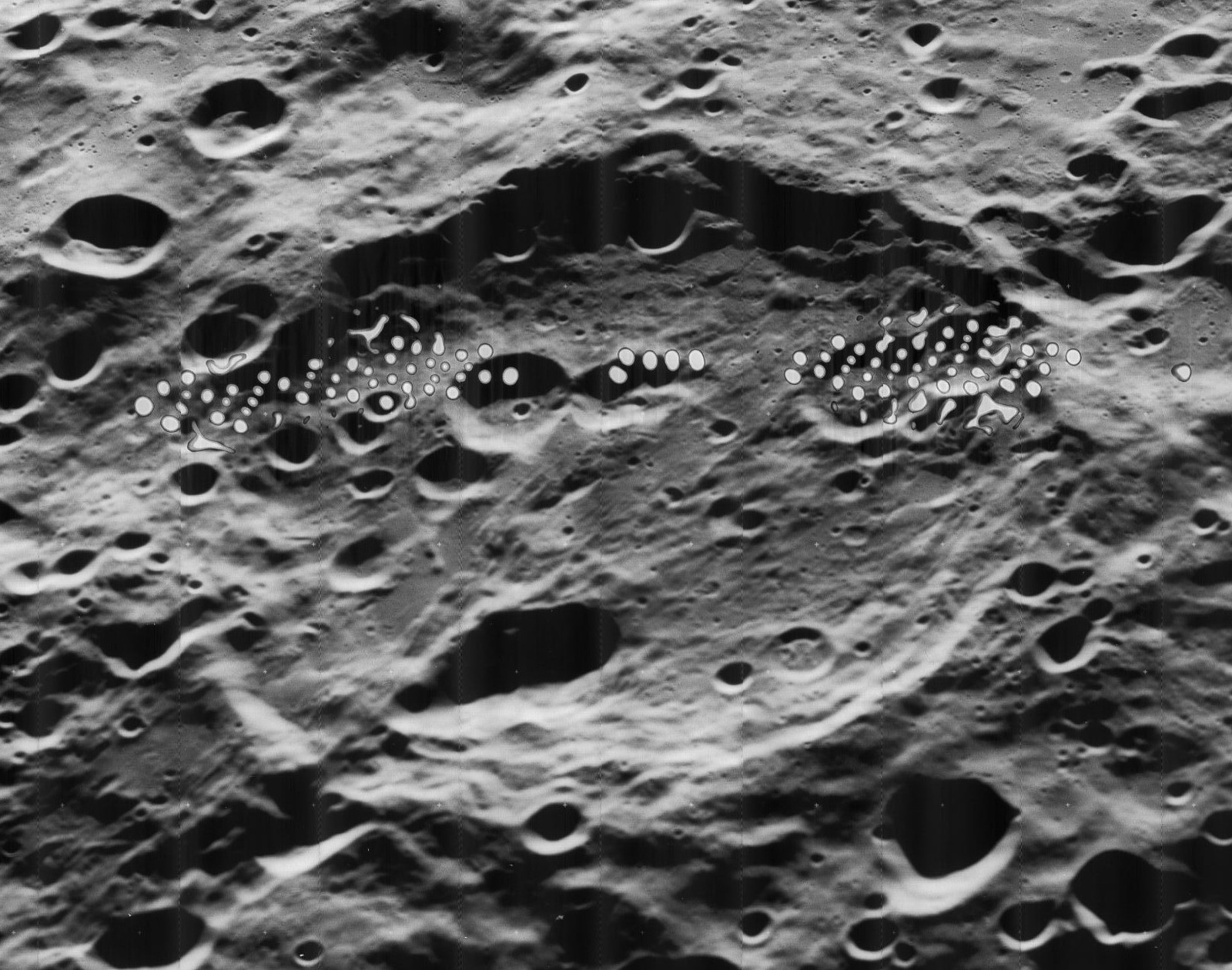
Imatge obliqua des de la Lunar Orbiter 5. Les bandes de punts procedeixen de l'original.

Fersman és un gran cràter d'impacte situat en la cara oculta de la Lluna. Es troba a l'est del cràter Pounting i a l'oest-nord-oest de Weyl. Al sud es troba l'enorme plana emmurallada del cràter Hertzsprung.

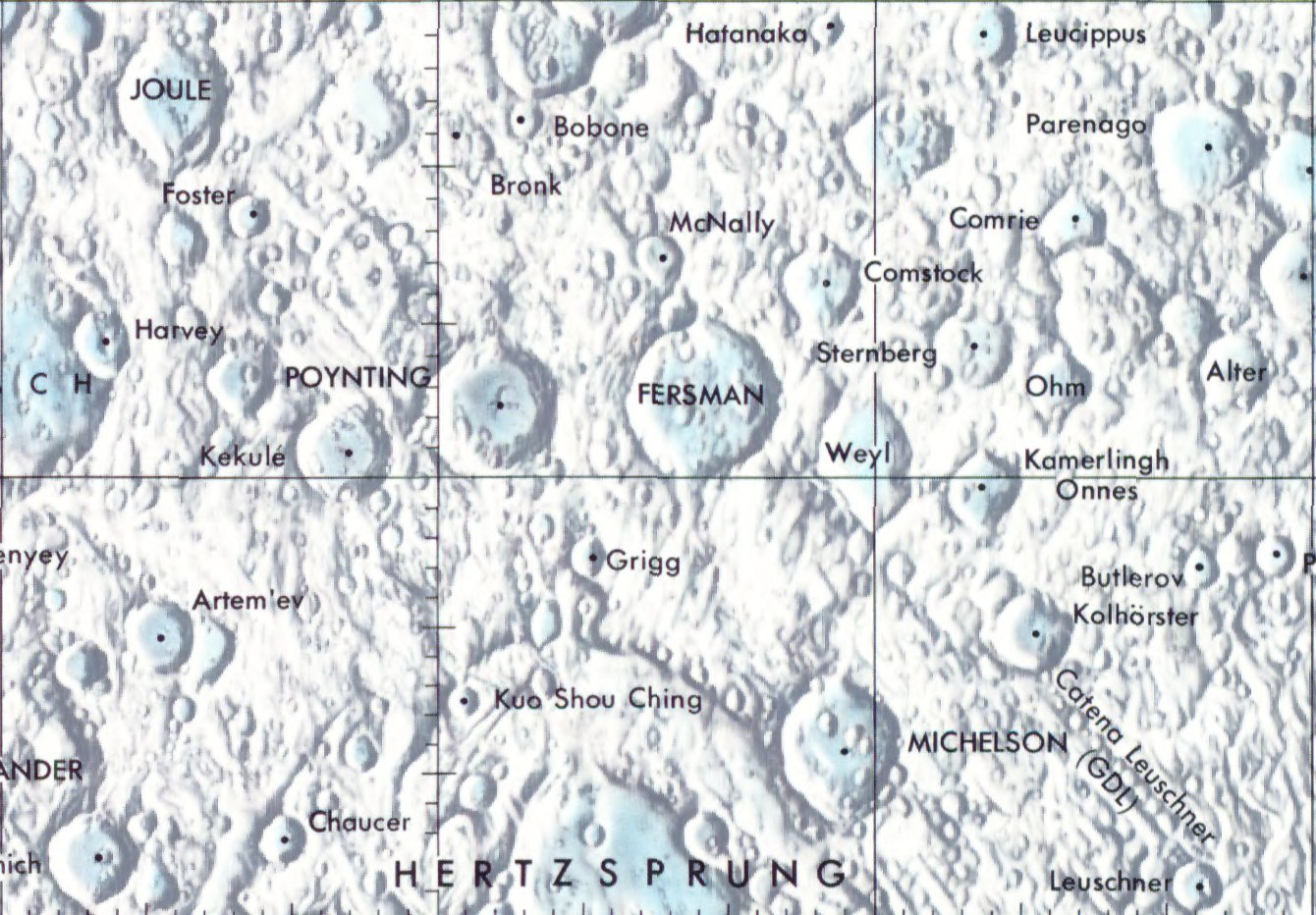
Localització de Fersman. Detall del plànol lunar de la NASA

Es tracta d'un cràter amb una vora exterior desgastada i de baixa altura. El brocal sud-est i el sòl interior oriental es caracteritzen per dipòsits d'ejecció amb tendència de sud-est a nord-oest. També mostra una sèrie gairebé lineal de petits cràters que comencen al sud-est del cràter principal, i continuen uns 100 km al nord-oest del cràter. La cadena s'interromp a l'altre costat de l'interior del cràter, i continua de nou prop del bord nord.
Diversos altres cràters petits apareixen en tot la plataforma interior, incloent una agrupació al sud del punt mitjà. El borda mostra una corba cap a fora, amb els laterals sud-est, nord i sud irregulars. Un petit cràter insert en la paret interior occidental.